# 弥泉乡
弥泉乡，是中华人民共和国湖南省衡陽市常宁市下辖的一个乡镇级行政单位。2015年11月9日，弥泉乡、塔山瑶族乡成建制合并设立塔山瑶族乡。

## 行政区划
弥泉乡下辖以下地区：
双河村、立新村、更生村和农林村。